# 1970-es Formula–1 német nagydíj
Az 1970-es Formula–1 világbajnokság nyolcadik futama a német nagydíj volt.

## Futam
A GPDA elutasította, hogy a német nagydíjat a Nürburgringen tartsák, mivel a szervezők nem tudták teljesíteni a kívánt biztonsági intézkedéseket. A versenyt így a Hockenheimringen rendezték meg, mivel azon már elvégezték a szükséges munkákat Jim Clark 1968-as halála óta. Gurney véglegesen elhagyta a McLarent és az Amerikai Egyesült Államokba utazott. A Ferrari egyre gyorsabbá vált az év során, Ickx pedig megszerezte a pole-t Rindt Lotusa, valamint a szintén ferraris Regazzoni előtt.
A rajt után a belga megtartotta a vezetést Rindt előtt. Melléjük Siffert, Regazzoni és Amon is csatlakozott, így öten egymás szélárnyékait kihasználva folyamatosan váltották egymást az élen. Siffert kiesése után Regazzoni is feladta a futamot motorhiba, majd öt körrel később Amon hasonló hiba miatt esett ki. Az élen így Rindt és Ickx maradt, végül Rindt ért célba elsőként, 0,7 másodperc előnnyel. Hulme nyolcvan másodperc hátránnyal lett harmadik.
| Helyezés | #  | Versenyző            | Csapat/Motor       | Futott körök | Idő/Kiesés oka | Rajthely | Pontszám |
| -------- | -- | -------------------- | ------------------ | ------------ | -------------- | -------- | -------- |
| 1        | 2  | Jochen Rindt         | Lotus-Ford         | 50           | 1h42:00,3      | 2        | 9        |
| 2        | 10 | Jacky Ickx           | Ferrari            | 50           | + 0,7          | 1        | 6        |
| 3        | 4  | Denny Hulme          | McLaren-Ford       | 50           | + 1:21,8       | 16       | 4        |
| 4        | 17 | Emerson Fittipaldi   | Lotus-Ford         | 50           | + 1:55,1       | 13       | 3        |
| 5        | 21 | Rolf Stommelen       | Brabham-Ford       | 49           | + 1 kör        | 11       | 2        |
| 6        | 14 | Henri Pescarolo      | Matra              | 49           | + 1 kör        | 5        | 1        |
| 7        | 23 | François Cevert      | March-Ford         | 49           | + 1 kör        | 14       |          |
| 8        | 12 | Jo Siffert           | March-Ford         | 47           | Gyújtás        | 4        |          |
| 9        | 7  | John Surtees         | Surtees-Ford       | 46           | Motorhiba      | 15       |          |
| Kiesett  | 9  | Graham Hill          | Lotus-Ford         | 37           | Motorhiba      | 20       |          |
| Kiesett  | 5  | Chris Amon           | March-Ford         | 34           | Motorhiba      | 6        |          |
| Kiesett  | 15 | Clay Regazzoni       | Ferrari            | 30           | Motorhiba      | 3        |          |
| Kiesett  | 16 | John Miles           | Lotus-Ford         | 24           | Motorhiba      | 10       |          |
| Kiesett  | 1  | Jackie Stewart       | March-Ford         | 20           | Motorhiba      | 7        |          |
| Kiesett  | 11 | Mario Andretti       | March-Ford         | 15           | Váltó          | 9        |          |
| Kiesett  | 22 | Ronnie Peterson      | March-Ford         | 11           | Motorhiba      | 19       |          |
| Kiesett  | 6  | Pedro Rodríguez      | BRM                | 7            | Gyújtás        | 8        |          |
| Kiesett  | 10 | Jackie Oliver        | BRM                | 5            | Motorhiba      | 18       |          |
| Kiesett  | 3  | Jack Brabham         | Brabham-Ford       | 4            | Olajszivárgás  | 12       |          |
| Kiesett  | 8  | Jean-Pierre Beltoise | Matra              | 4            | Felfüggesztés  | 21       |          |
| Kiesett  | 24 | Peter Gethin         | McLaren-Ford       | 3            | Gázadagoló     | 17       |          |
| NK       | 25 | Brian Redman         | De Tomaso-Ford     |              |                |          |          |
| NK       | 20 | Andrea de Adamich    | McLaren-Alfa Romeo |              |                |          |          |
| NK       | 27 | Silvio Moser         | Bellasi-Ford       |              |                |          |          |
| NK       | 26 | Hubert Hahne         | March-Ford         |              |                |          |          |

## Statisztikák
Vezető helyen:
- Jacky Ickx: 31 (1-6 / 10-17 / 26-31 / 36-43 / 45-46 / 48)
- Jochen Rindt: 17 (7-9 / 18-21 / 24-25 / 32-55 / 44 / 47 / 49-50)
- Clay Regazzoni: 2 (22-23)

Jochen Rindt 6. győzelme, Jacky Ickx 6. pole-pozíciója, 5. leggyorsabb köre.
- Lotus 41. győzelme.